# 肝胃韌帶
肝胃韌帶（hepatogastric ligament）位於肝與胃之間的小網膜中。該韌帶分為冠部和尾部，內有右胃動脈和左胃動脈穿過其中。

## 其他圖像

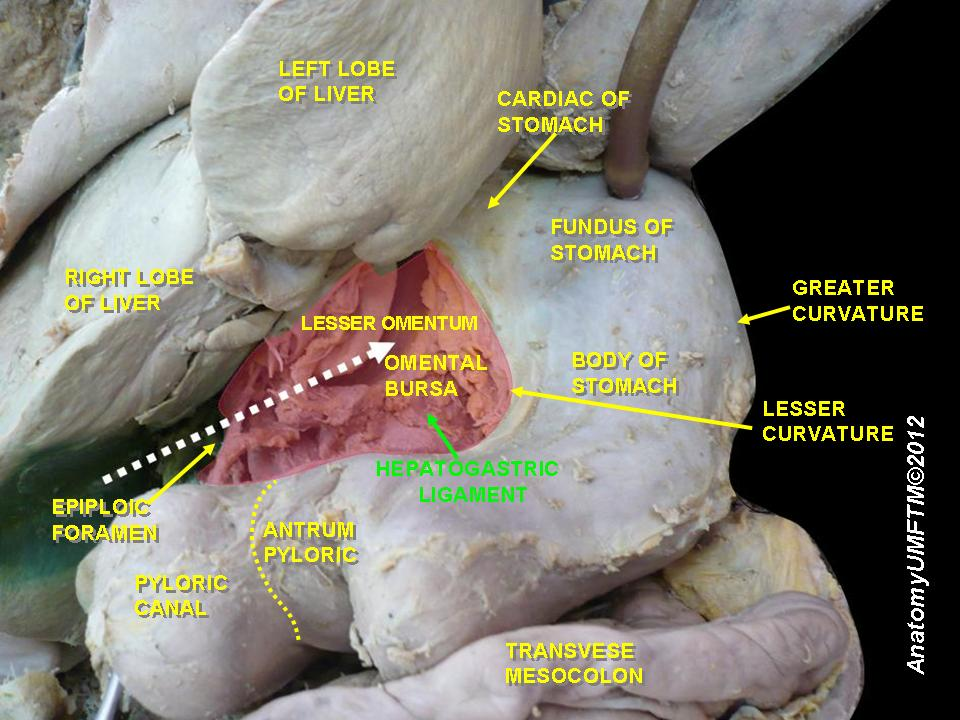
肝胃韌帶

## 外部連結
- 人体解剖学在线（Human Anatomy Online）网站上的相关图片：37:05-0102 - "Abdominal Cavity - The Lesser Omentum"
- Peritoneal Cavity Development - Page 6 of 14 anatomy module at med.umich.edu

Template:Peritoneum